# 85P/Boethin
85P/Boethin, o Cometa Boethin, è una cometa periodica del Sistema solare appartenente alla famiglia delle comete gioviane e scoperta nel 1975 dal reverendo Leo Boethin, riscoperta l'11 ottobre 1985 non è stata osservata ai successivi passaggi del 1997 e 2008.
La cometa 85P/Boethin era stata inizialmente indicata quale obiettivo della missione EPOXI della NASA (estensione della missione Deep Impact) nel dicembre del 2008; tuttavia, le campagne osservative da terra, miranti a determinare con maggior precisione l'orbita attuale della cometa, non hanno dato esito positivo e non è stato possibile programmare con la necessaria accuratezza le correzioni nella traiettoria della sonda necessarie all'incontro. Conseguentemente, si è dovuto scegliere un nuovo obiettivo, individuato nella cometa 103P/Hartley.